# Goldorak
Goldorak (UFO Robo Grendizer) és el tercer manga de robots gegants —després de Mazinger Z i Great Mazinger— creat per Gō Nagai l'any 1975 i adaptat simultàniament a sèrie d'anime per Toei: doblada més tard a altres idiomes, entre els quals l'anglés (Grandizer), àrab (Mughamarat al-Fadaa), castellà, francés, italià (Goldrake), tagal, i valencià (emesa per Canal 9 l'any 1991 en horari de migdia).
El robot Goldorak és especialment popular en la Francofonia, ja que fon el primer meca emés al Quebec (1976) i a França (1978) amb tant d'èxit que cridà l'atenció dels pares per la quantitat de violència que mostrava, excepcional per a l'època. L'any 2012, la distribuïdora mont-realera Imavision obtingué la llicència per a publicar la sèrie en DVD després d'una dècada de negociacions amb Toei Animation.
La sèrie compta amb dos llargmetratges d'animació en els quals Goldorak compartix protagonisme amb Mazinger i Getter Robo: UFO Robot Grendizer vs. Great Mazinger i Grendizer, Getter Robo G, Great Mazinger: Kessen! Daikaijuu, ambdós de 1976. També hi ha una altra pel·lícula apòcrifa, Run! Mazinga X!, produïda l'any 1978 a Corea del Sud que adapta el contingut dels capítols 49 i 70 de la sèrie per a un públic més infantil.
L'any 2014, Go Nagai reescrigué l'argument original per a un nou manga, Grendizer Giga, en el qual també apareix un altre personatge de Nagai, Cutie Honey.
El 2025, per celebrar els cinquanta anys de la sèrie, a París hi hagué sengles exposicions a l'estació de Châtelet del 23 de maig al 10 de juliol i, en la Japan Expo, del 3 al 6 de juliol.

## Argument
El príncep Actarus (Duke Flee en la versió original) escapa de la destrucció del seu planeta a bord del robot Goldorak (Grendizer) i aplega a la Terra, però el seu enemic, Vega, establix una base a la Lluna des de la qual pretén conquistar-la. Actarus, amb l'ajuda de Goldorak, el professor Procyon i l'expilot del Mazinger Z, Koji Kabuto, es veu obligat a defendre la Terra dels atacs continuats de Vega.